# Барбара Армбруст
Барбара Армбруст (англ. Barbara Armbrust, 13 серпня 1963) — канадська академічна веслувальниця.
Срібна призерка Олімпійських Ігор 1984 року в складі розпашної четвірки зі стерновою.
Бронзова призерка Чемпіонату світу 1985 року в складі розпашної четвірки зі стерновою.